# Rencontres internationales de luthiers et maîtres sonneurs
Le Son Continu, rassemblement des instruments et musiques populaires (autrefois appelé Rencontres internationales de luthiers et maîtres sonneurs ou Rencontres internationales de luthiers et maîtres sonneurs de Saint-Chartier ou encore Festival des musiques et danses traditionnelles du monde en Europe) est un festival de musiques et de danses traditionnelles créé en 1976 qui présente la particularité d'accueillir un salon de lutherie, et plus généralement d'instruments anciens. 
Jusqu'en 2008, les Rencontres ont eu lieu à Saint-Chartier (Indre), dans le parc du château ainsi que dans tout le village. Depuis 2009, à la suite du changement de propriétaire du château, le festival a lieu au Château d'Ars, dans la commune voisine de Lourouer-Saint-Laurent (Indre).
Le festival propose des concerts, des bals et diverses animations. Il se déroule chaque année durant 4 jours autour du 14 juillet. En 2011, il a rassemblé 130 luthiers (facteurs d'instruments) venus du monde entier pour exposer et vendre leurs instruments et il a accueilli 35000 visiteurs. Le festival attire un public étranger : lors de l'édition 2019, les festivaliers étrangers représentent 15% du public.

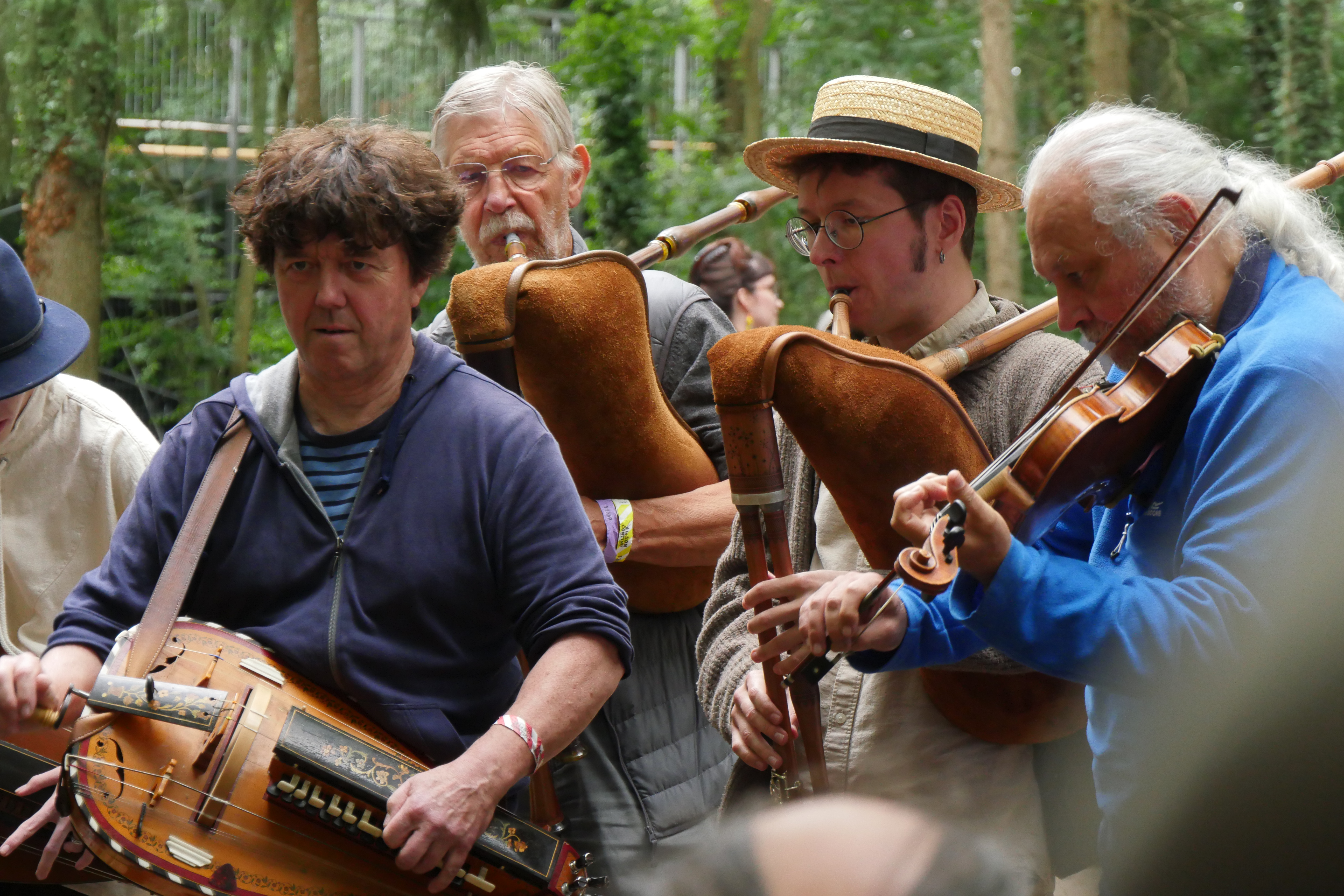
Sonneurs de vielle, cornemuses et violon dans le parc.
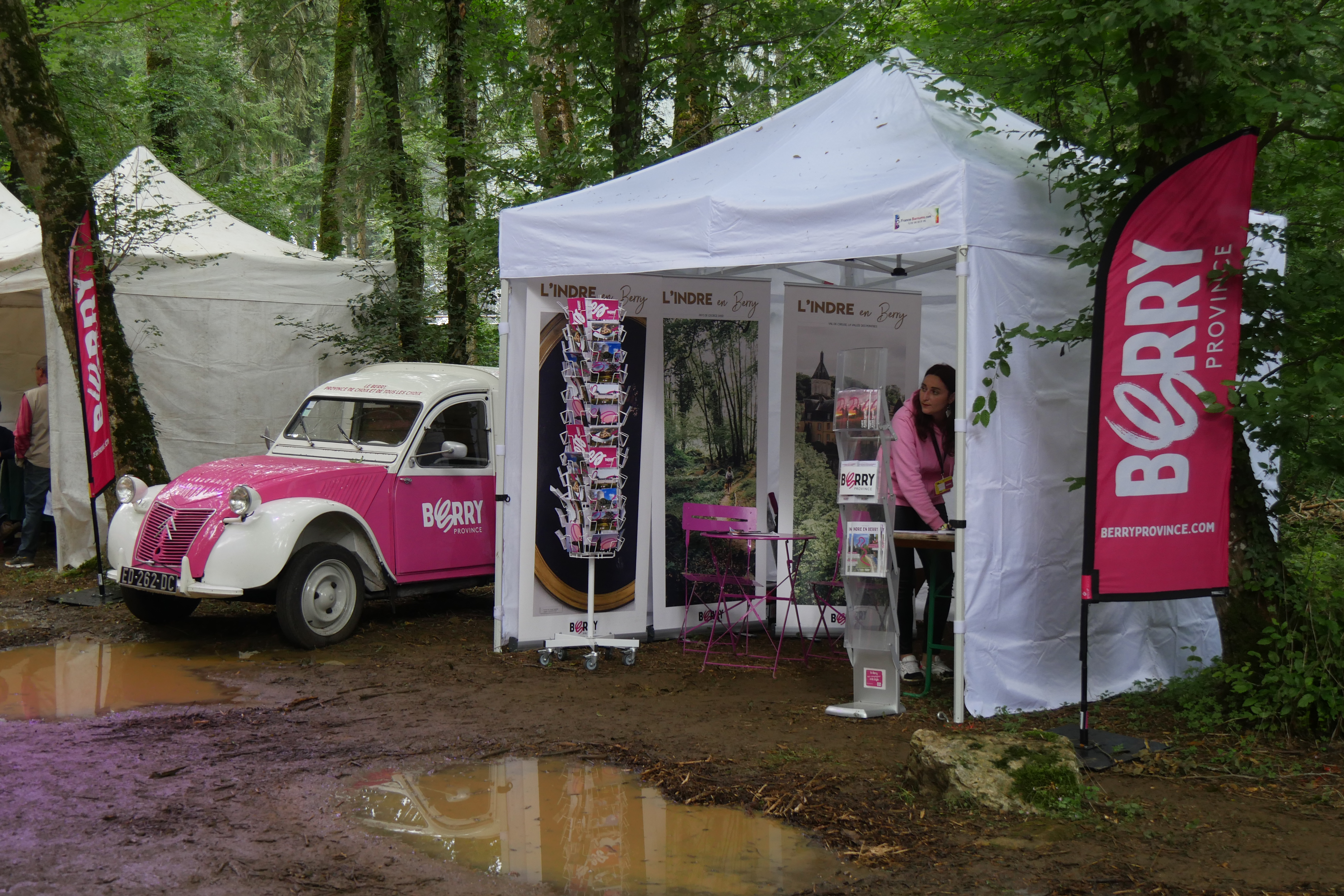
Stand de l'Indre, Berry province, après la pluie diluvienne du 12 juillet 2024.
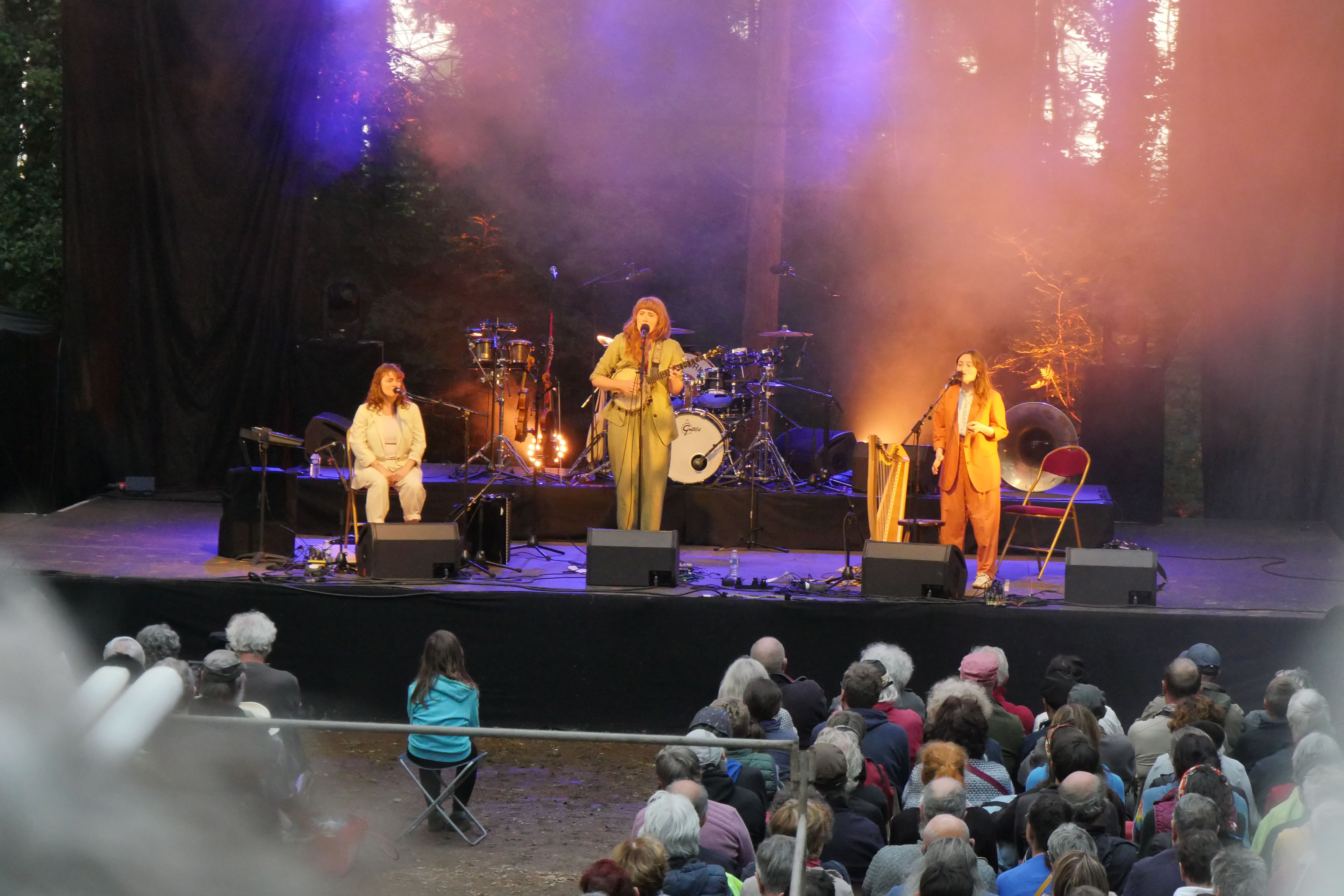
Concert de Lady Maisery (groupe anglais), 13 juillet 2024.
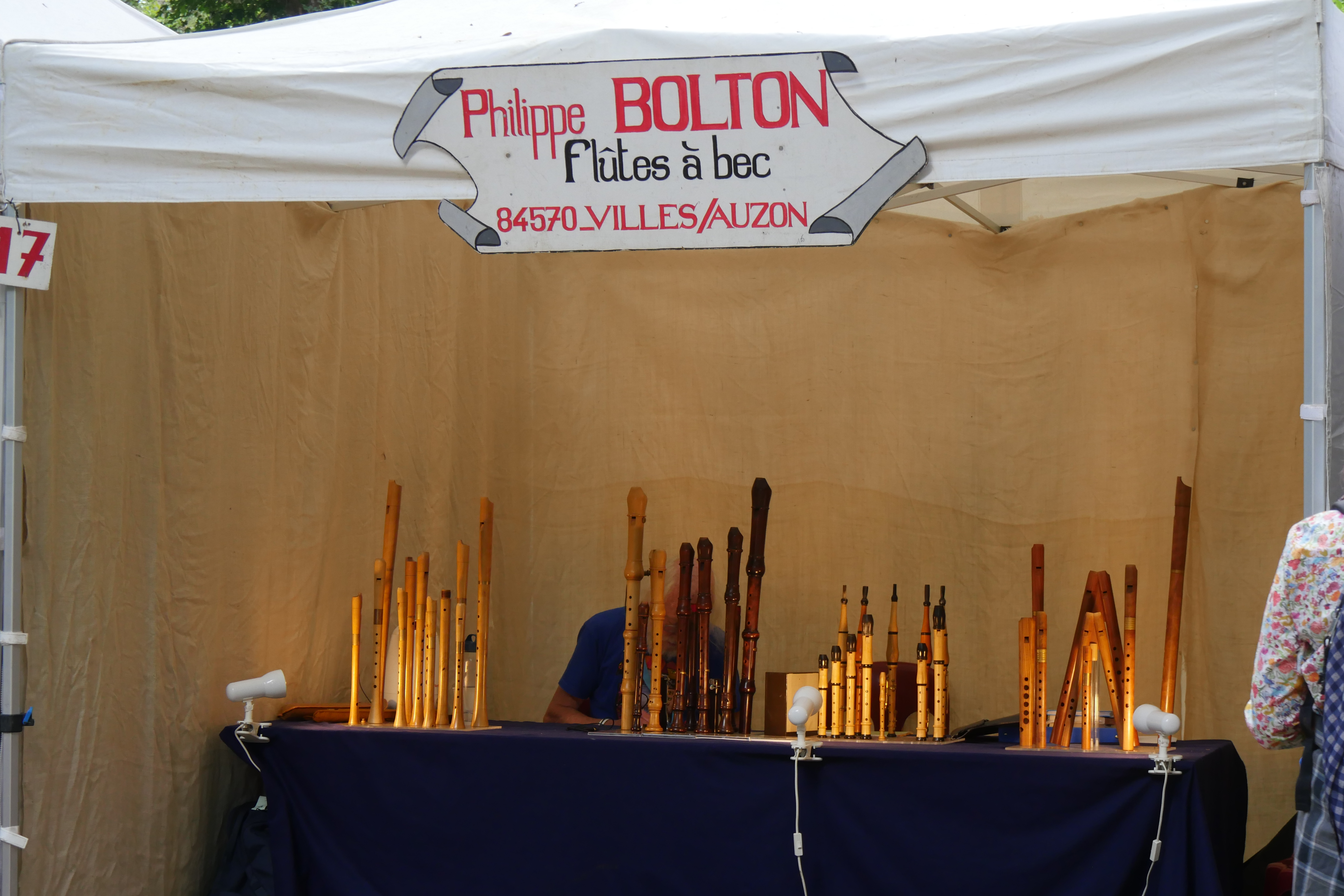
Stand d'un facteur de flûtes à bec.
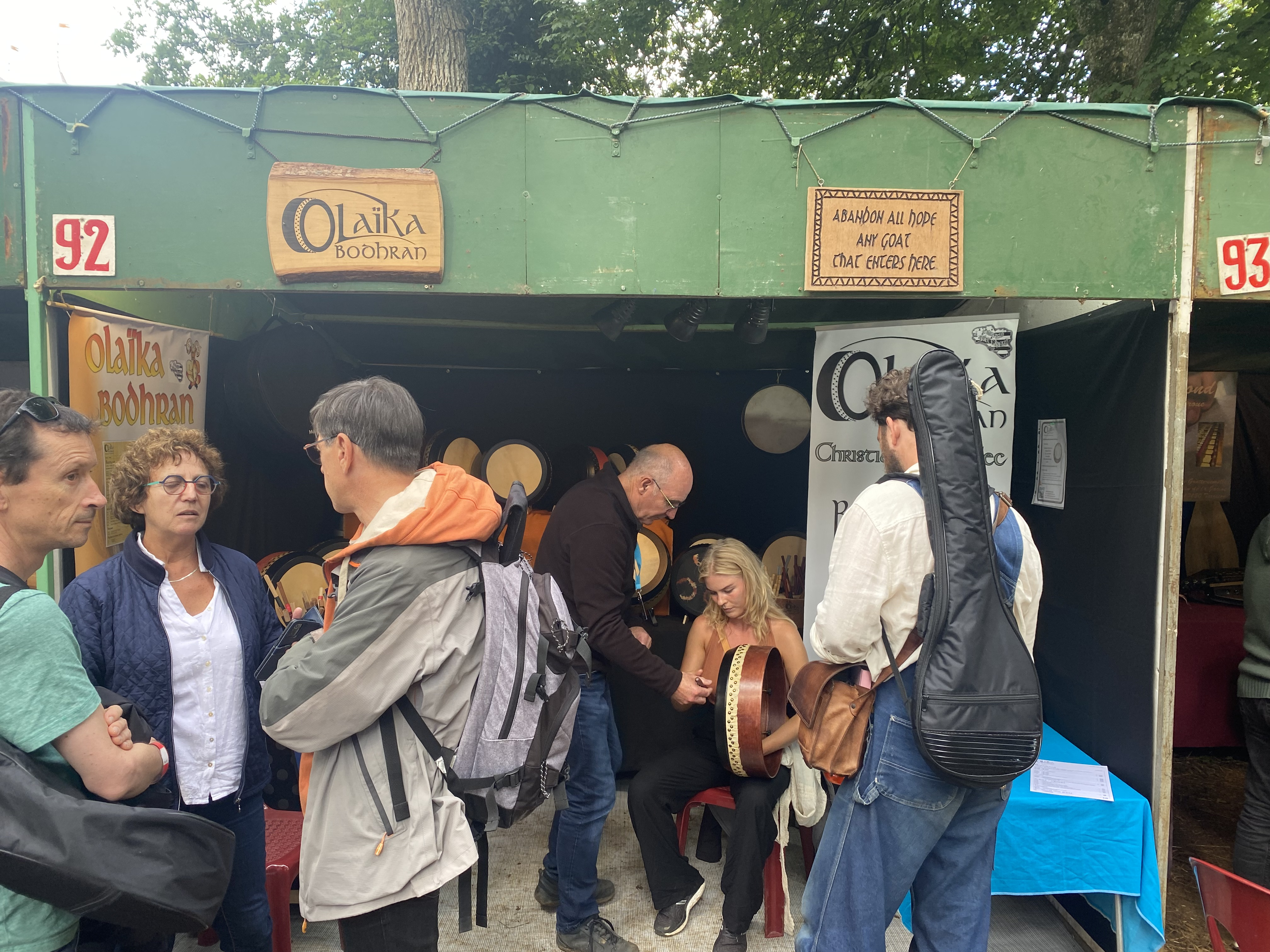
Stand d'un facteur de bodhran irlandais ("Abandon all hope any goat that enters here" !).
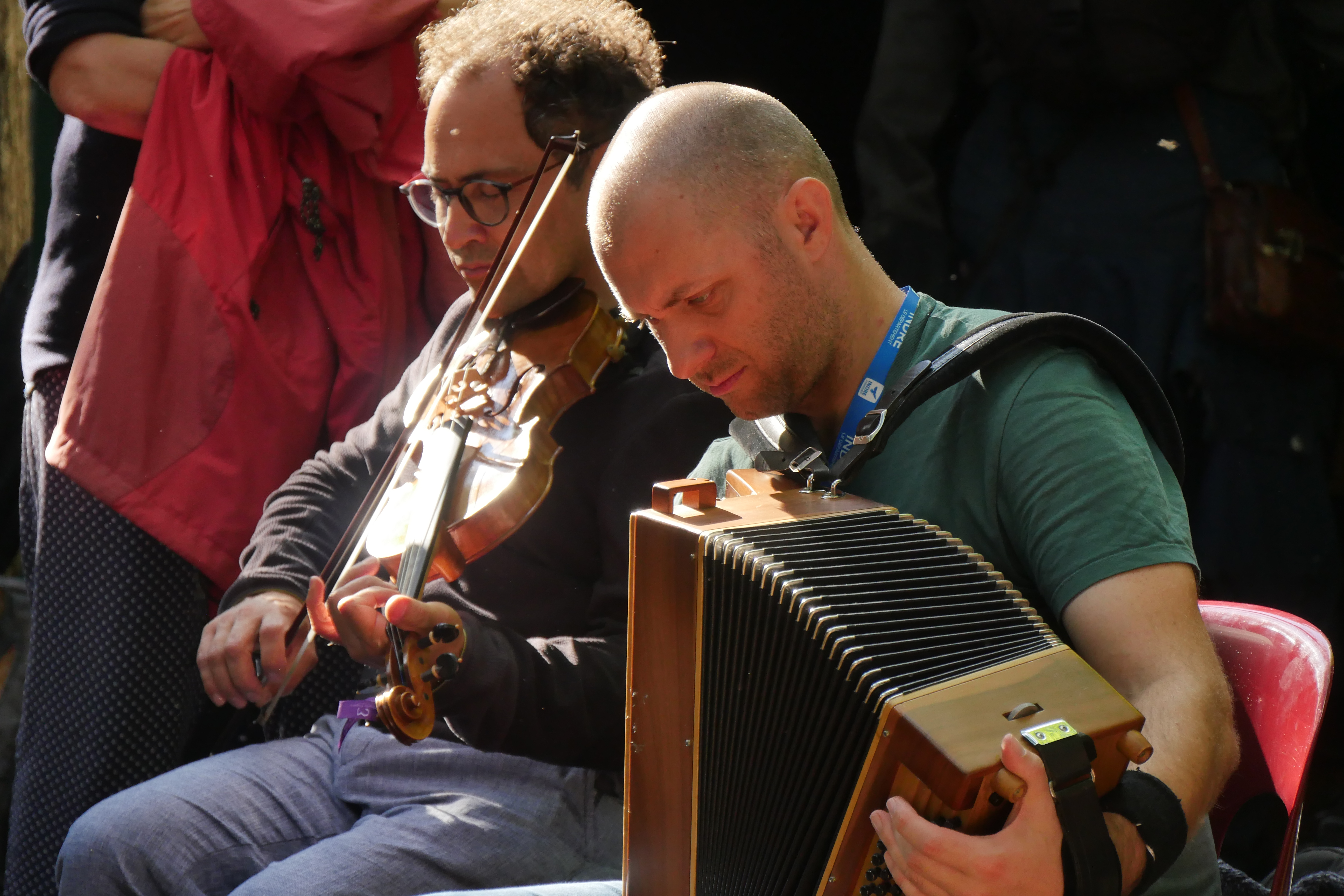
Violoniste et accordéoniste amateurs dans le parc du château.
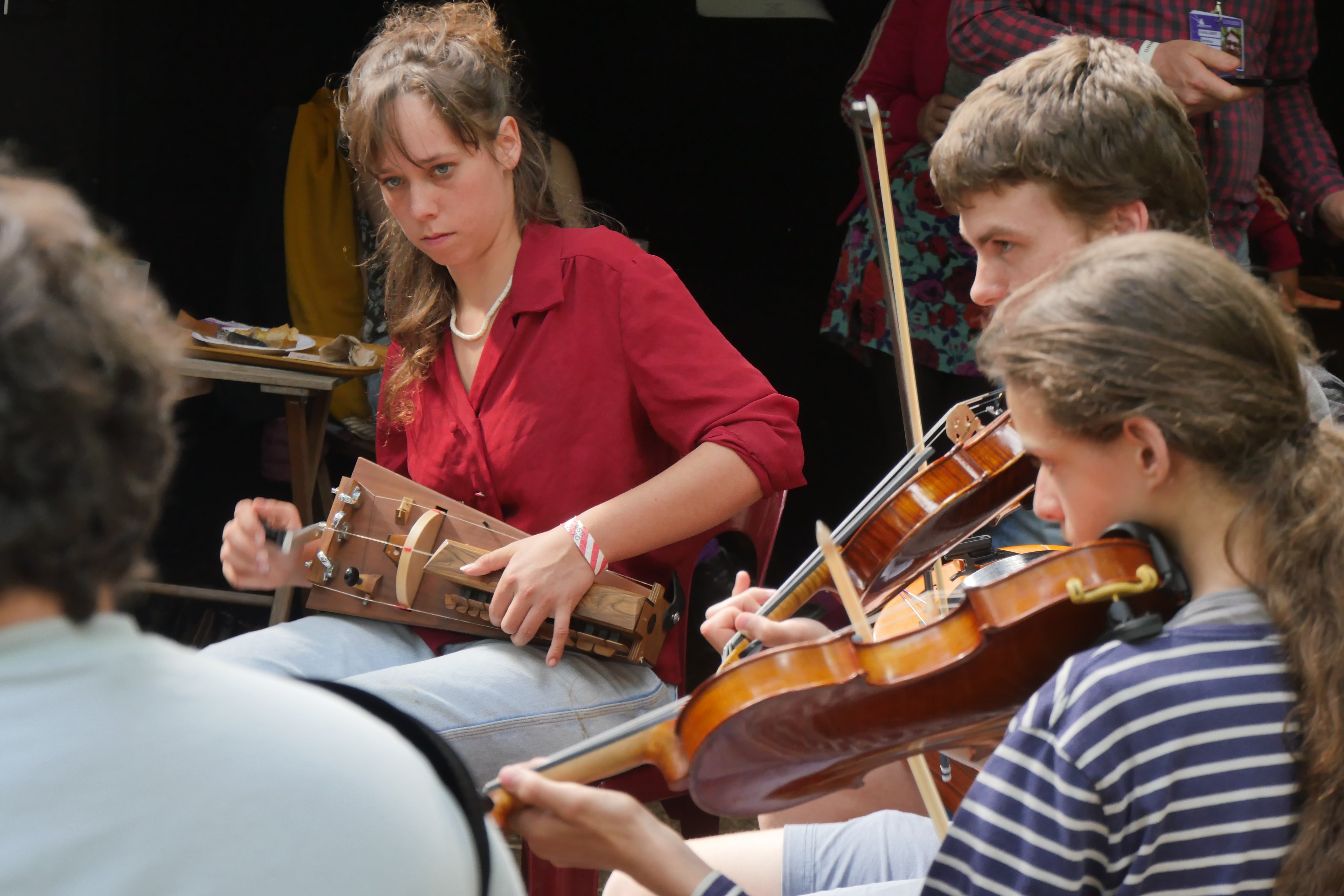
Jeunes vielliste et violonistes traditionnels.
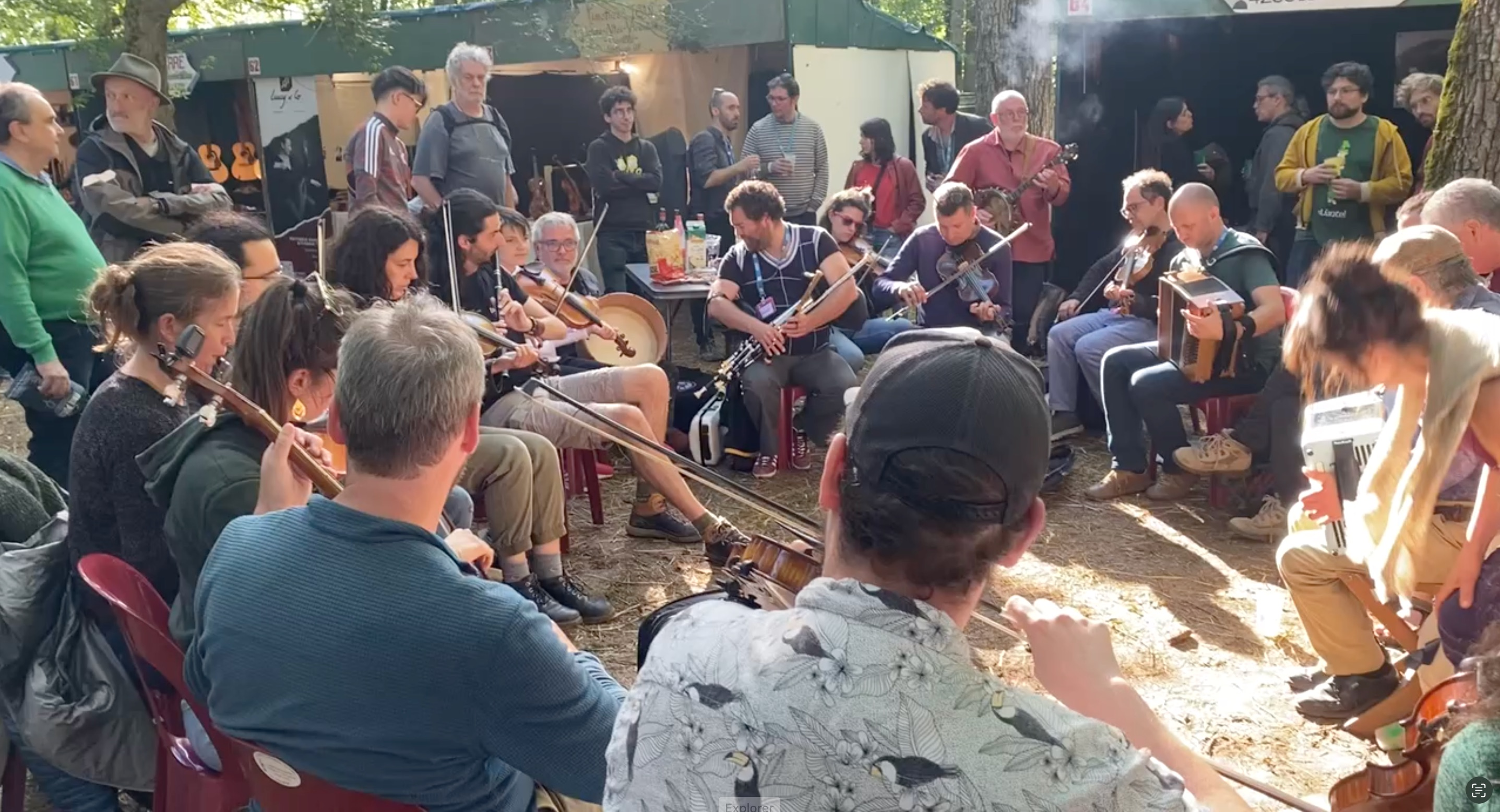
Groupe de musiciens traditionnels.
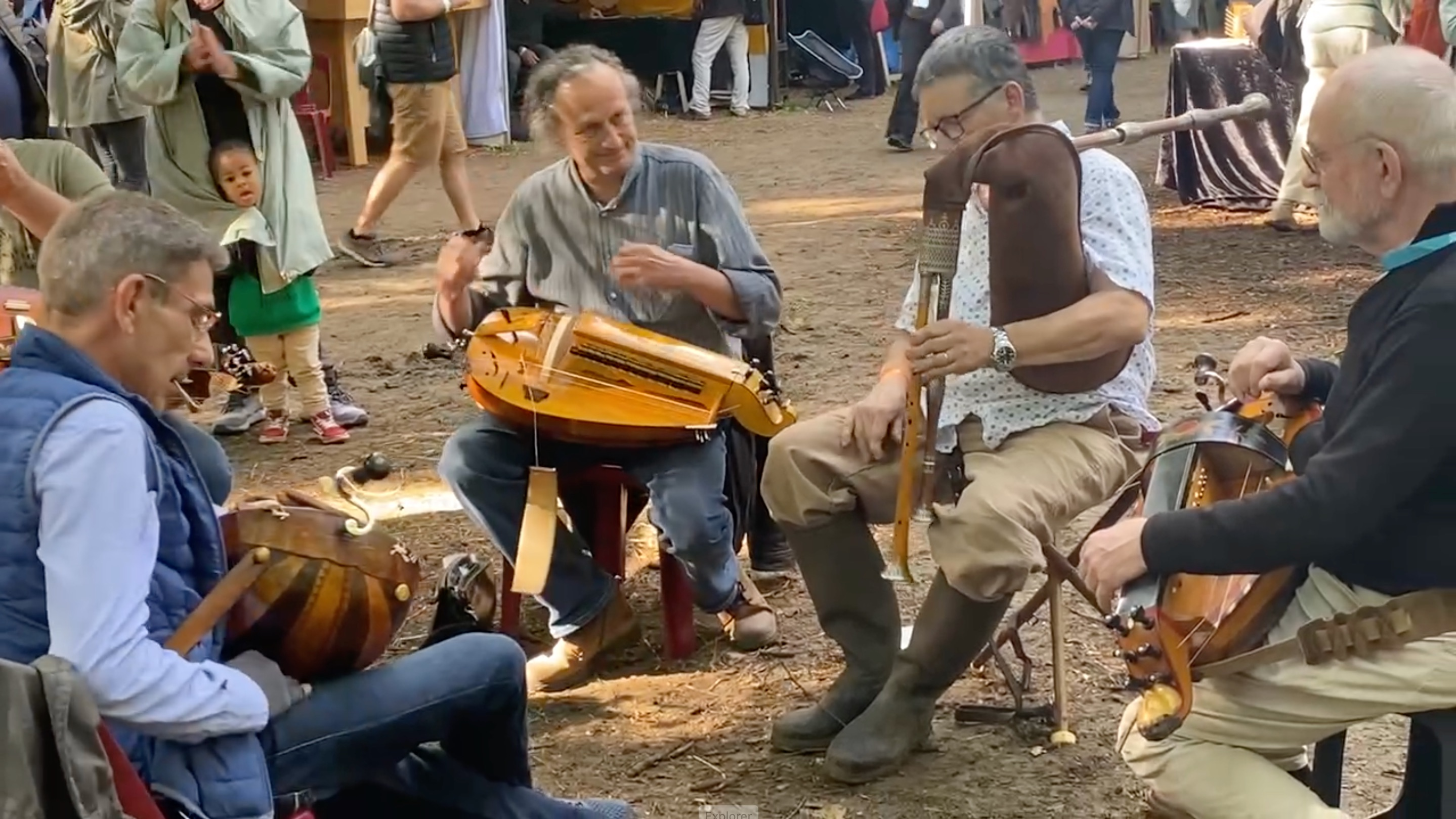
Vielles et cornemuse du Berry.
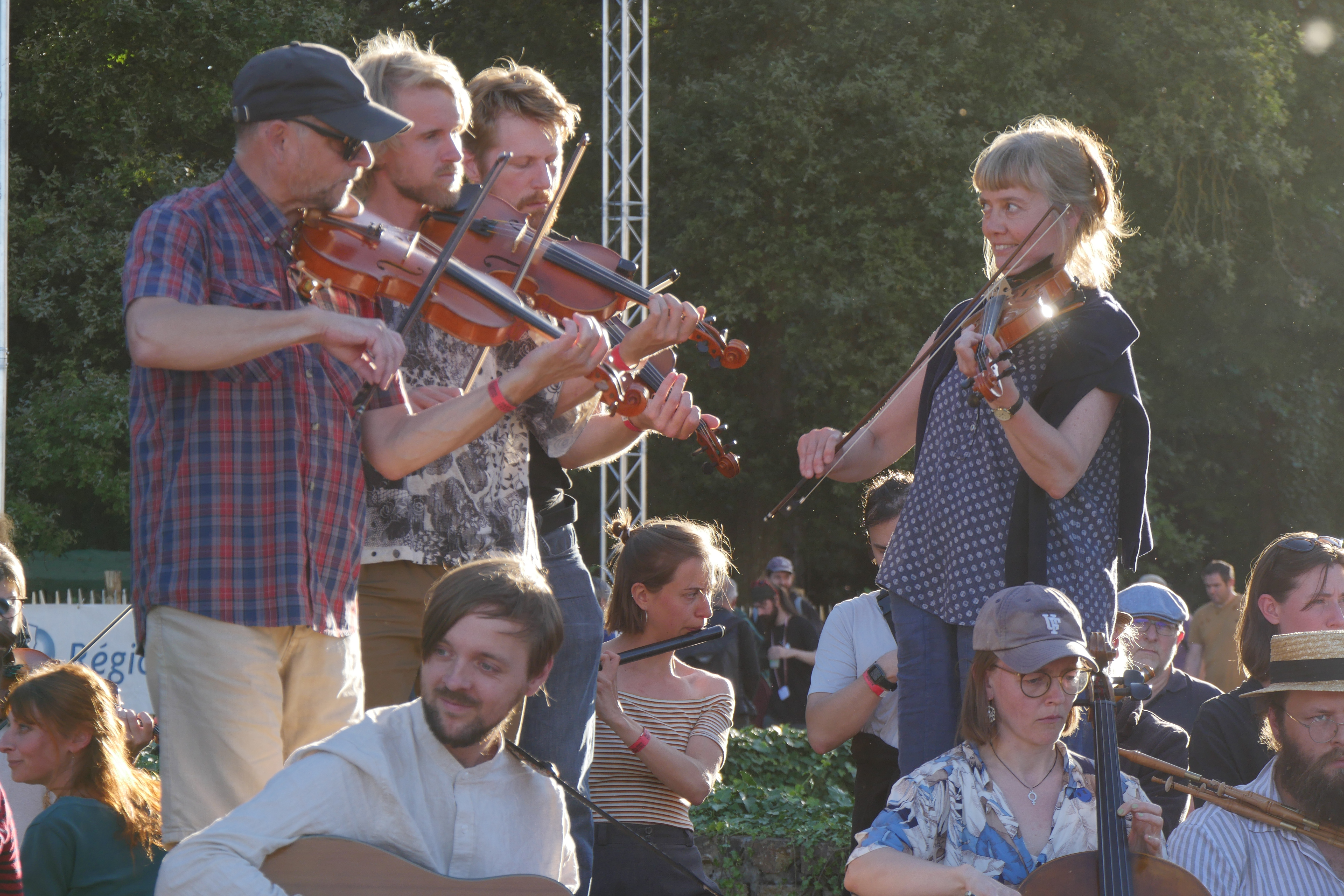
Violonistes traditionnels sur un plateau de danse.
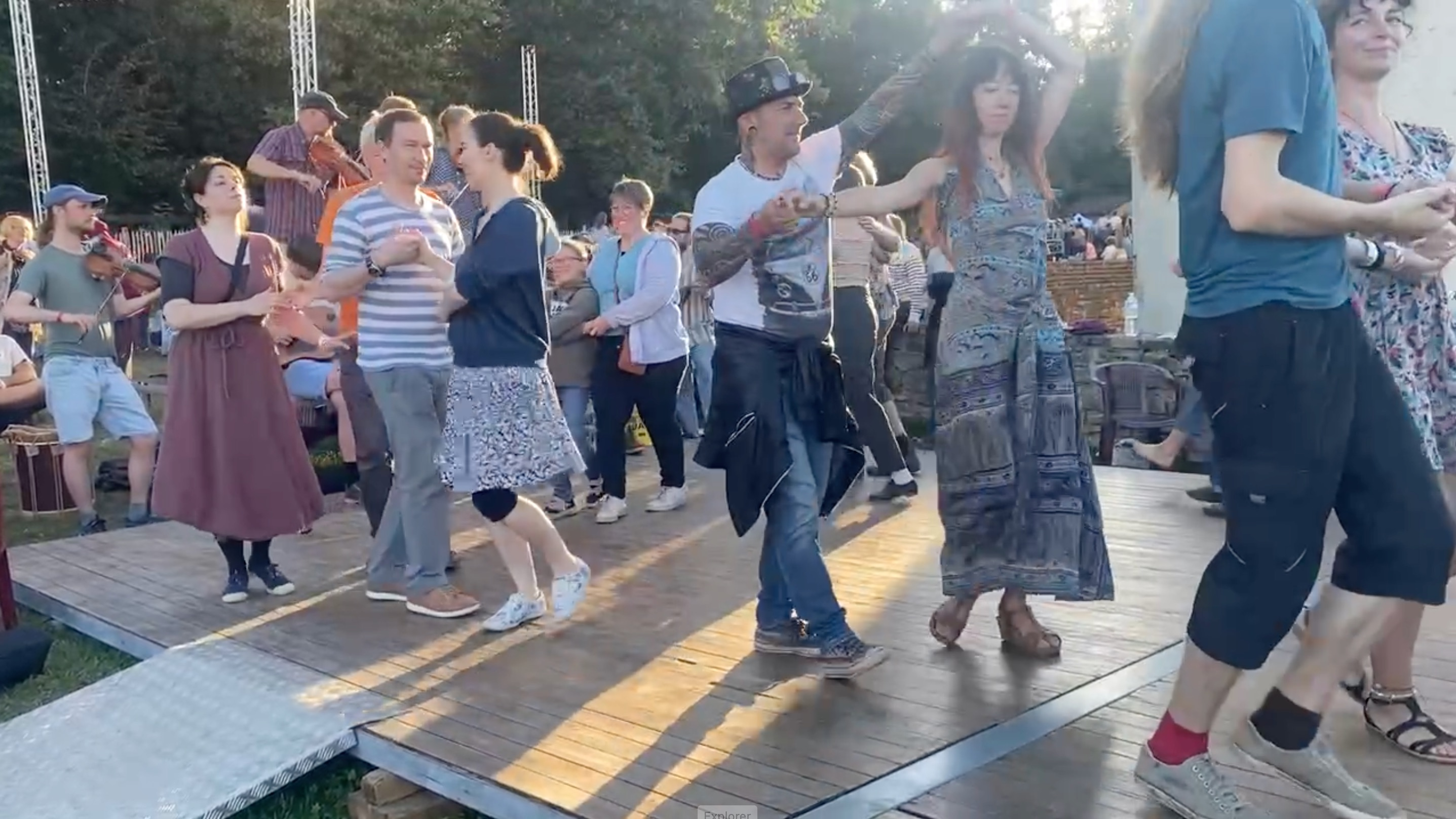
Danses traditionnelles au son des instruments.
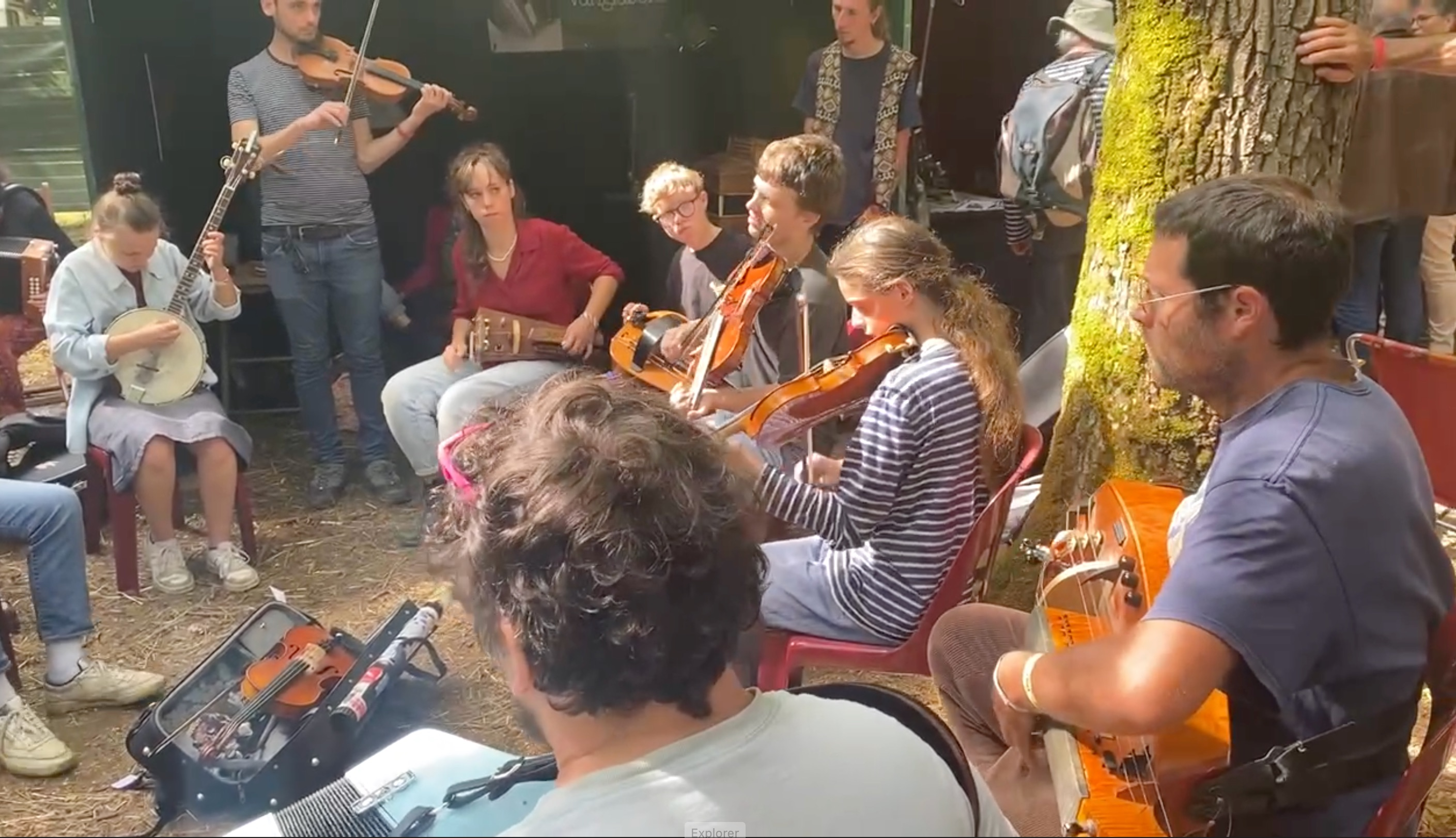
Groupe de musiciens traditionnels du Berry.
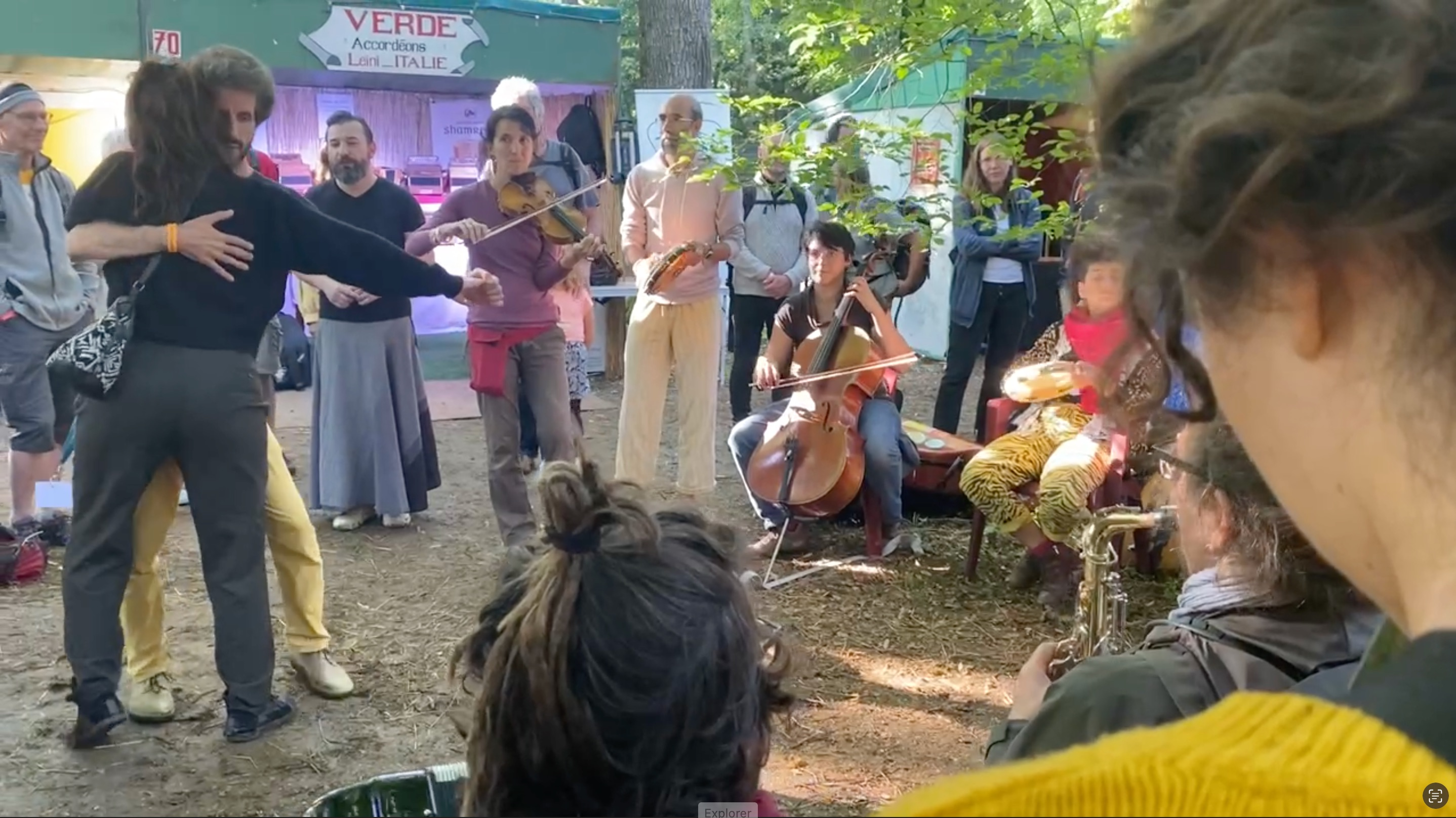
Danseurs de Forro brésilien.
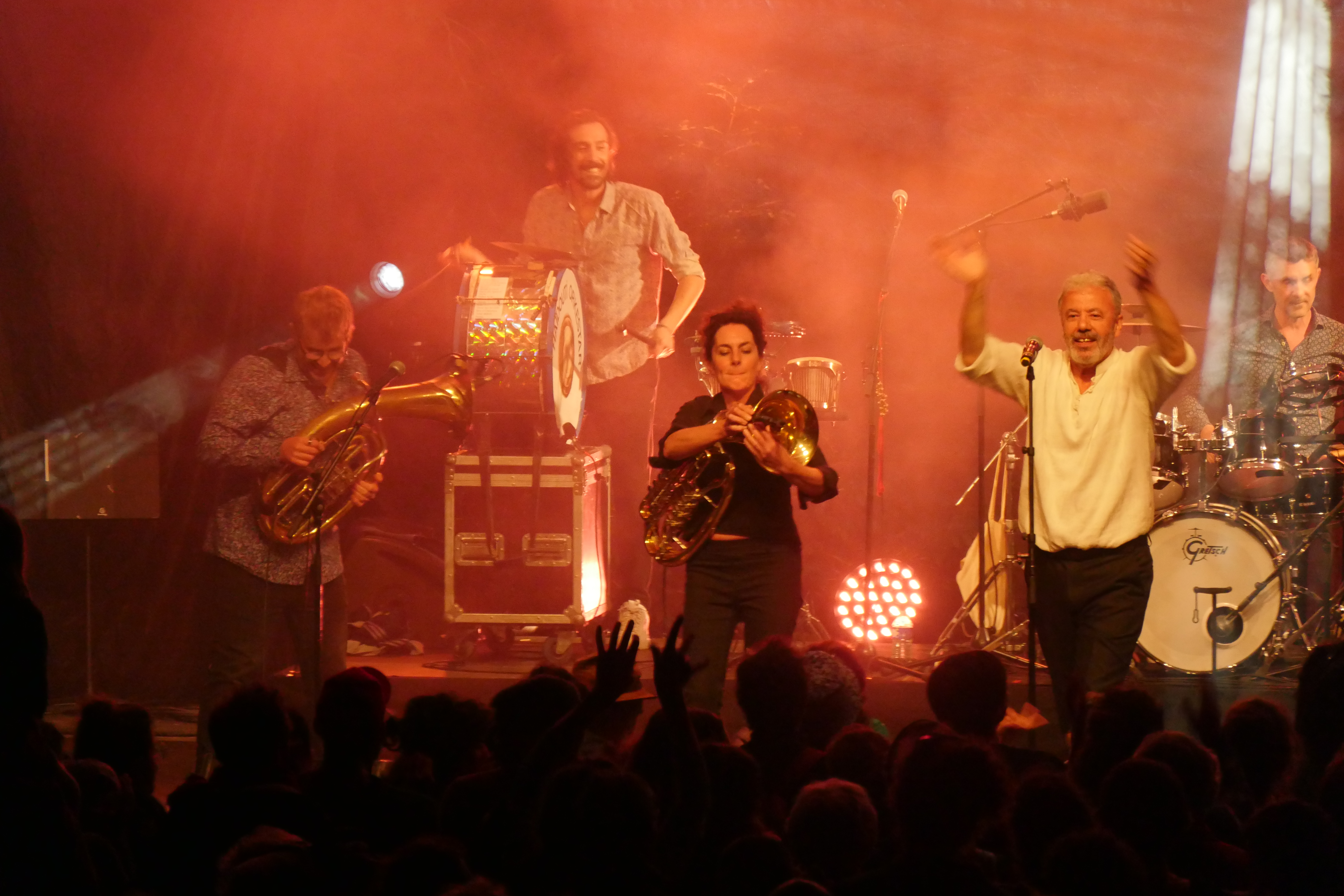
Concert de Haïdouti Orkestar (groupe français), 13 juillet 2024.
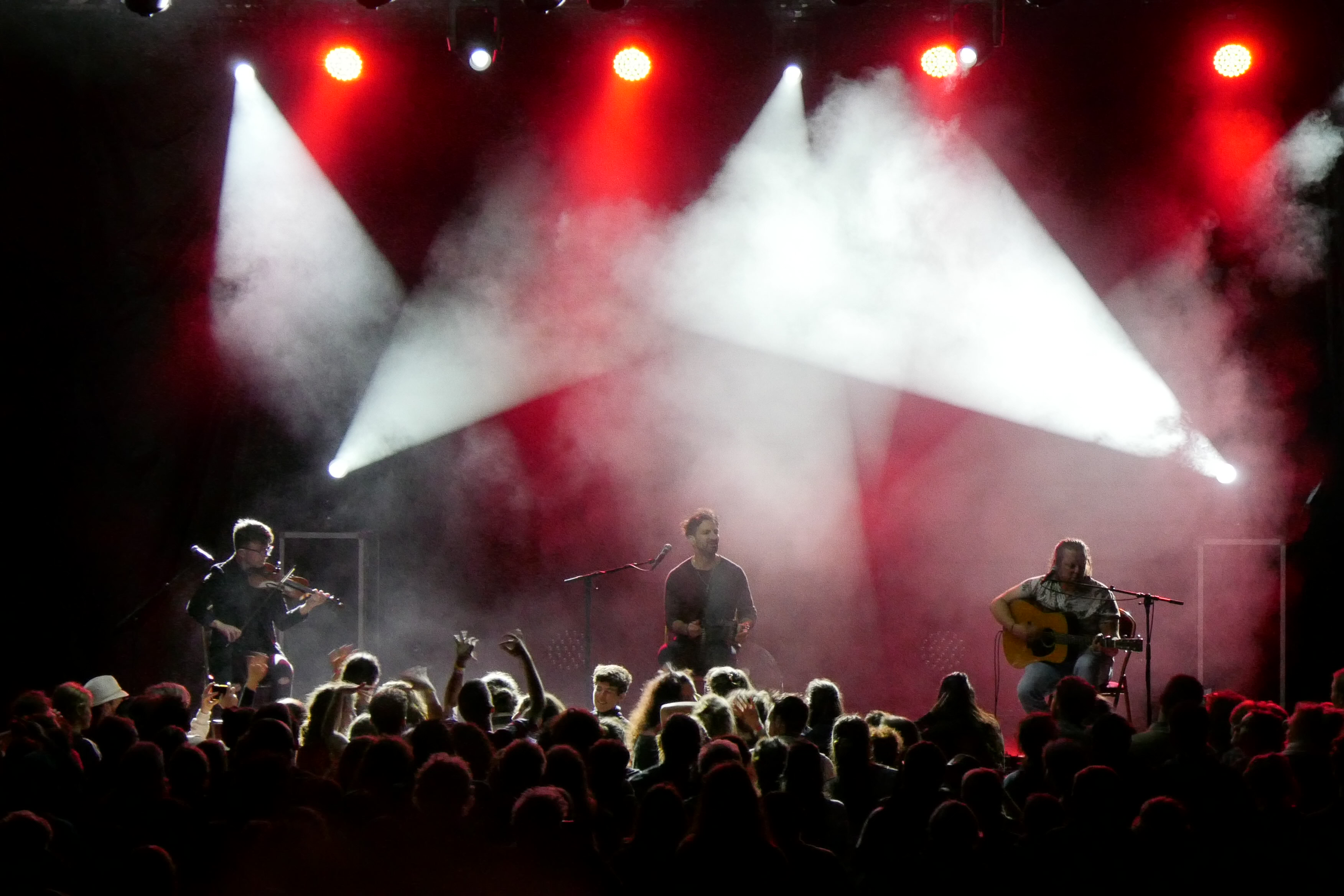
Concert de Talisk (groupe écossais), 12 juillet 2024.

En 2014, le festival change de nom: il s'appelle désormais Le Son Continu. Il succède au festival précédent dont le comité d'organisation a été dissous. La session 2014 a lieu du 12 au 14 juillet, toujours au Château d'Ars.

## Le Festival

### Le Salon de lutherie
Ce salon dédié aux instruments à bourdons et aux instruments de musiques traditionnelles constitue une vitrine diversifiée de la facture instrumentale. Au total, plus de 30 sortes d’instruments sont exposées : vielles à roue, cornemuses (cornemuses du Centre, veuze, biniou, boha, zampogne, gaita…), organistrum, accordéons diatoniques, cistres, bouzoukis, luths, harpes, dulcimers, épinettes des Vosges, violons, psaltérions, nyckelharpas, vièles à archet, guimbardes, percussions traditionnelles, flûtes, hautbois…
En 2011, 130 luthiers ont fait le déplacement, contre 16 en 1976. En 2024, près de 150 exposants sont présents sur le village des luthiers. Ils viennent pour la plupart des différentes régions de France mais aussi de l’étranger (12 nationalités). C’est pour eux une occasion de présenter leur travail, de rencontrer d’autres luthiers et d’échanger expériences et innovations techniques.

### Les animations
Diverses animations sont proposées en journée : initiations danses, présentation d’instruments par les luthiers, concours, bal pour enfants, Apérosol, rencontres avec les musiciens, atelier lutherie, stage de gaita et percussions galiciennes, session irlandaise… 
Le festival dispose également d'une scène ouverte.

### 30 concerts et bals
Côté programmation, environ 30 concerts et bals sont proposés, donnant à entendre toute la diversité et la richesse des musiques et danses traditionnelles des différentes régions de France et du monde. La programmation se répartit sur trois scènes différentes : La Clairière (concerts), La Pommeraie (bals) et La cour du château (concerts et bals). 

## Histoire
Le festival a été créé en 1976 pour le centenaire de la mort de George Sand qui passa la plus grande partie de sa vie à Nohant (Indre), où elle écrivit la majeure partie de son œuvre. Pour célébrer le centenaire de sa mort, le comité George Sand, créé pour l’occasion, décida de faire revivre certains lieux décrits dans ses romans. Dans l’un d’entre eux, Les Maîtres sonneurs écrit en 1853, George Sand met en scène les rivalités entre musiciens du Berry et du Bourbonnais. Elle décrit, entre autres, les rites initiatiques de la confrérie des Maîtres Sonneurs, joueurs de cornemuses, qui se déroulaient dans les souterrains du château de Saint-Chartier, et les « examens de passage » pour devenir cornemuseux, organisés à l’Auberge du Bœuf Couronné du village.
Michèle Fromenteau et Jean-Louis Boncoeur choisirent donc le château de Saint-Chartier, situé à 3 km de Nohant, pour créer une animation axée autour de la musique traditionnelle qui réunirait pour la première fois en un même lieu des musiciens, des amateurs de musique et de danse et des fabricants d’instruments. Le but des Rencontres était de montrer tous les aspects de la vielle et de la cornemuse à travers le temps et l’espace.
Depuis, le festival est devenu le lieu où l’on s’attache à « promouvoir les instruments et les musiques traditionnelles, par les rencontres entre les luthiers, les instruments, les musiciens, les passionnés et les publics ».

## L'association: le comité George Sand
Organisateur des Rencontres, le comité George Sand,est une association loi 1901 qui travaille également à l'année à la promotion et à la mise en valeur des musiques et danses traditionnelles.

### Les initiations dans les collèges
Depuis 2005, il s’agit d’animations de découverte et d’initiation aux musiques traditionnelles auprès des élèves des classes de 5e du département de l’Indre, avec le soutien financier du Conseil Général de l’Indre. Au total, c’est 400 heures d’animation musicale au cours desquelles plus 1300 collégiens peuvent s’initier aux quatre instruments proposés : vielle à roue, cornemuse, accordéon diatonique et violon.

### Le festivalPierres qui chantent en vallée noire
« Pierres qui chantent » va depuis 1995 à la rencontre du public faire découvrir des artistes confirmés ou des jeunes talents au cœur du petit patrimoine bâti des communes de la Vallée Noire (région de La Châtre, pays de George Sand). Ce festival de proximité permet d’animer des communes n’ayant isolément pas les moyens d’organiser ce type d’évènement. Cette formule de coopération entre plusieurs acteurs remporte un vif succès auprès des locaux et des touristes. Il est organisé par le comité George Sand en collaboration avec le Pays de George Sand, la communauté de communes de La Châtre et Sainte-Sévère, Convergences et Jazz Bleu.

### La section Lutherie du lycée George Sand de La Châtre
Le Comité George Sand, le lycée George Sand de La Châtre et le GRETA de l’Indre ont mis en place en 2004 une formation complémentaire à la lutherie au sein du lycée George Sand de La Châtre. Cette formation a pour objectif de faire découvrir les techniques de fabrication en lutherie à travers la facture de quelques instruments traditionnels. Des luthiers interviennent durant l’année pour transmettre leur savoir-faire. Les élèves ont ensuite la possibilité de présenter leur travail durant le festival puisque la formation est présente au sein du salon de lutherie. Elle peut accueillir 12 élèves et adultes en formation continue de septembre à mai.